# Sievert (Einheit)
Das Sievert (Einheitenzeichen: „Sv“) ist die SI-Einheit der Äquivalentdosis. Sie dient im Strahlenschutz zur Quantifizierung von stochastischen Risiken (Krebs und vererbbare Defekte) von Strahlenexpositionen infolge ionisierender Strahlung. Sie ist nach dem schwedischen Mediziner und Physiker Rolf Sievert benannt.
Da eine Dosis von 1 Sv ein sehr großer Wert ist, werden die üblicherweise vorkommenden Werte mithilfe eines Vorsatzes für Maßeinheiten (SI-Präfix) in Millisievert (mSv) oder Mikrosievert (μSv) angegeben.

## Definition
Die Maßeinheit Sievert ist definiert als
{\displaystyle \mathrm {1\,Sv=1\,{\frac {J}{kg}}} \,.}
Sie hat damit die gleiche Definition wie die Maßeinheit Gray (1 Gy = 1 J/kg), die Einheit der Energiedosis.
Die stochastischen Risiken ionisierender Strahlung sind nicht nur von der Energiedosis abhängig, die sie auf das exponierte biologische Gewebe überträgt, sondern auch von den Eigenschaften der beteiligten Strahlenarten und von der Empfindlichkeit des betroffenen Gewebes. Die Äquivalentdosis berücksichtigt all diese Abhängigkeiten, indem bei ihr die Energiedosis mit einer oder mit mehreren dimensionslosen Verhältniszahlen (Strahlungswichtungsfaktoren, früher Qualitätsfaktoren) multipliziert wird. Zur Unterscheidung verwendet man deshalb den Namen „Sievert“ und macht damit kenntlich, dass die gewichtete Dosisgröße gemeint ist. Die Bezeichnung J/kg soll nicht verwendet werden, weder für Energie- noch für Äquivalentdosis.

## Anwendung
Das Sievert wird für folgende Dosisgrößen verwendet (Einzelheiten siehe den Artikel „Äquivalentdosis“):
- Äquivalentdosis als Dosismessgröße,
- Organ-Äquivalentdosis,
- Effektive Dosis,
- Folge-Organ-Äquivalentdosis,
- Effektive Folgedosis.

Dosisangaben in Sievert werden im Strahlenschutz in einem Dosisbereich bis zu einigen 100 mSv angewendet, wo stochastische Wirkungen bekanntermaßen auftreten oder (bei niedrigen Dosen) vermutet werden und wo deterministische Wirkungen noch nicht maßgebend sind. Höhere Strahlendosen, bei denen die deterministischen Wirkungen maßgebend sind, werden in der Maßeinheit Gray angegeben. Ein hierfür typischer Anwendungsbereich sind Patientendosen im Rahmen der Strahlentherapie.
Beim Einwirken verschiedener Strahlenarten auf ein Gewebe haben jeweils verwendete Dosisangaben in Sievert den Vorteil, dass sie hinsichtlich des stochastischen Risikos direkt miteinander verglichen werden können. Sie können auch zueinander addiert werden, und die Summe drückt das mit der Einwirkung verbundene Gesamtrisiko aus.

## Geschichte
Die Einführung des Sievert wurde 1978 auf der 16. Generalkonferenz für Maß und Gewicht beschlossen. Dabei wurde ausdrücklich vermerkt, dass zwar die Einführung neuer Einheitennamen sehr restriktiv gehandhabt werden soll, in diesem speziellen Fall aber zu rechtfertigen sei, weil eine Verwechselung von Energie- und Äquivalentdosis fatale Folgen haben könnte.
Das Sievert löste damit die Einheit Rem (rem) ab (1 Sv = 100 rem). Das Rem ist in der EU und der Schweiz keine gesetzliche Einheit mehr.

## Sonstiges
Das Einheitenzeichen „Sv“ steht auch für die Nicht-SI-Einheit Sverdrup, mit der Volumenströme in der Ozeanografie angegeben werden. Die Gefahr von Verwechslungen der beiden Einheiten ist gering, da sie in sehr unterschiedlichen Fachbereichen verwendet werden.